# ولسوالی بهارک
ولسوالی بهارک (بهارستان) یکی از ولسوالی‌های مرکزی ولایت بدخشان می‌باشد که تاریخچۀ بسیار طولانی داشته که از لحاظ ترانزیتی یکی از شاهراه‌های بسیار مهم راه ابریشم و فعلاً اکمال‌کنندۀ مواد غذایی چندین ولسوالی همجوار خود می‌باشد که می‌توان این ولسوالی زیبا را از لحاظ موقعیت جغرافیایی، فرهنگی و اقتصادی مورد توجه قرار داد. این ولسوالی در کنارۀ دریای خروشان که یکی آن از درۀ ولسوالی شهدا، دیگری آن از درۀ وردوج و دریای دیگری که در حقیقت دیوار طبیعی به‌حساب می‌‌آید که از ولسوالی همجوار خود موسوع به ولسوالی جرم سرازیر شده که در ناحیۀ «شش پل» این ولسوالی باهم یکجا می‌گردند، احاطه شده‌است.
دوم توسط کوه‌های سر به فلک محوطه شده‌است، که حدود اربعۀ این ولسوالی از شمال با ولسوالی  ارغنج‌خواه، از جنوب با ولسوالی  جرم ولسوالی وردوج، از غرب با ولسوالی خاش از  شرق با ولسوالی شهدا و شیوه که یکی از تفرجگاه و چراگاه عمومی تمام سمت شمال به حساب می‌رود احاطه شده‌است.

## فرهنگ
از نگاه فرهنگی مهد پرورش علما، شاعران و روحانی‌های پیر و جوان می‌باشد. جمعیت این ولسوالی طبق آمار به ۴۵٬۰۰۰ نفر می‌رسد که مردم آن عمدتاً تاجیک‌تبار بوده و به زبان فارسی تکلم می‌کنند. درین ولسوالی اقلیتی از ازبک‌ها نیز زندگی می‌کنند که به نسبت داشتن روابط خانوادگی عمیق با تاجیک‌ها، تفکیک شده نمی‌توانند. از آنجائیکه شماری از شهروندان این ولسوالی از سایر ولسوالی‌های بدخشان و مرکز ولایت، شهر فیض آباد، درین ولسوالی مسکن گزیده‌اند، لهجه‌های متفاوت و اصطلاحات متفاوت  در آن مشاهد می‌گردد که حتی در دانشگاه‌های افغانستان روی اصطلاحات و واژه‌های محلی این سرزمین تحقیق و بررسی صورت می‌گیرد.

## اقتصاد
از نگاه اقتصادی مردم این ولسوالی دارای اقتصاد متفاوت بوده و بیشتر مردم این ولسوالی زندگی خود را از طریق کشاورزی و دامداری، تجارتهای کوچک، هتل داری و غیره  تمویل می‌کنند. این ولسوالی از لحاظ آب و هوا  برای زرع هر نوع گیاهان غذایی و پزشکی مناسب بوده و سیب شیرین آن که نوع منحصر به فرد سیب رخش است، در تمام افغانستان مشهور بوده، اما به نسبت نازکی و تقاضای زیاد آن، به بازارهای همجوار نمی‌رسد. خربزه، هندوانه، توت، زردآلو، انار و انگور آن نیز از شهرت خوبی برخوردار است.